# Back to Bedlam
Back to Bedlam – debiutancki album studyjny brytyjskiego wokalisty Jamesa Blunta. Wydany został 11 października 2004 roku przez wytwórnię Atlantic Records. Producentami albumu są Tom Rothrock, Jimmy Hogarth oraz Linda Perry. „Bedlam” to w języku angielskim popularne określenie Bethlem Royal Hospital, pierwszego na świecie szpitala psychiatrycznego, a potocznie słowo to używane jest w sensie „domu wariatów”.
Album promowały cztery single. Pierwszym z nich był utwór „High”, którego wydanie przeszło prawie bez echa, ale po wielkim sukcesie innego singla „You’re Beautiful”, singel „High” został wydany ponownie i uplasował się w pierwszej dwudziestce większości list przebojów na całym świecie – szczególną popularność zyskał we Włoszech, gdzie piosenki użyto w kampanii reklamowej Vodafone. Drugim singlem z płyty był utwór „Wisemen”, który podobnie jak jego poprzednik nie zdobył wielkiej popularności i otrzymał bardzo mieszane recenzje. Po późniejszym sukcesie „You’re Beautiful” i „Goodbye My Lover”, singel został wydany ponownie i w większości krajów uplasował się w pierwszej czterdziestce list przebojów. Utwór „You’re Beautiful” został wydany 30 maja 2005 roku jako trzeci singel z płyty i stał się wielkim światowym przebojem, plasując się na pierwszym miejscu w prestiżowym notowaniu Hot 100 i uzyskując tam status podwójnej platynowej płyty. Utwór opowiada o spotkaniu Blunta z jego byłą dziewczyną, która ma już nowego chłopaka. Blunt chciałby do niej wrócić, ale zdaje sobie sprawę, że ona ma nową miłość, a utwór jest smutnym pożegnaniem z przeszłością. Wydano przynajmniej pięć różnych wersji tej piosenki w różnych aranżacjach, są także dwie wersje słów utworu – „ocenzurowana” dla radia i druga (zawarta na samym albumie i większości singli) z bardziej bezpośrednim tekstem. Czwartym singlem został utwór „Goodbye My Lover”, który stał się drugim numerem jeden w karierze Blunta w Szwecji. Dwie ostatnie piosenki na płycie: „Cry” i „No Bravery” opowiadają o przeżyciach Blunta w czasie jego służby wojskowej w Bośni.

## Lista utworów
1. „High” – 4:03 (J. Blunt; R. Ross)
2. „You’re Beautiful” –- 3:33 (J. Blunt; S. Skarbek; A. Ghost)
3. „Wisemen” – 3:42 (J. Blunt; J. Hogarth; S. Skarbek)
4. „Goodbye My Lover” – 4:18 (James Blunt; S. Skarbek)
5. „Tears And Rain” – 4:04 (James Blunt; Chambers)
6. „Out of My Mind” – 3:33 (J. Blunt)
7. „So Long, Jimmy” – 4:24 (J. Blunt; J. Hogarth)
8. „Billy” – 3:37 (J. Blunt; S. Skarbek; A. Ghost)
9. „Cry” – 4:06 (J. Blunt; S. Skarbek)
10. „No Bravery” – 4:00 (J. Blunt; S. Skarbek)

## Pozycje na listach przebojów
| Kraj              | Lista (2004-06)       | Najwyższa pozycja | Status      |
| ----------------- | --------------------- | ----------------- | ----------- |
| Australia         | Top 50 Albums         | 1                 | 9× platyna  |
| Austria           | Alben Top 75          | 1                 | 2× platyna  |
| Belgia (Flandria) | Ultratop 50 Singles   | 1                 | 3× platyna  |
| Belgia (Wallonia) | Ultratop 50           | 1                 | 3× platyna  |
| Dania             | Top 40 Albums         | 1                 | –           |
| Finlandia         | Top 50 Albums         | 10                | złoto       |
| Francja           | Top 200 Albums        | 2                 | złoto       |
| Hiszpania         | Top 100 Albums        | 7                 | —           |
| Holandia          | Album Top 100         | 2                 | –           |
| Irlandia          | Top 75 Albums         | 1                 | 14× platyna |
| Kanada            | Canadian Albums Chart | 1                 | 6× platyna  |
| Niemcy            | Top 100 Albums        | 1                 | 9× złoto    |
| Norwegia          | Top 40 Albums         | 1                 | –           |
| Nowa Zelandia     | Top 40 Albums         | 1                 | 7× platyna  |
| Polska            | OLiS                  | 30                | –           |
| Portugalia        | Top 30 Albums         | 2                 | –           |
| Stany Zjednoczone | Billboard 200         | 2                 | 2× platyna  |
| Szwajcaria        | Alben Top 100         | 1                 | 5× platyna  |
| Szwecja           | Top 60 Albums         | 1                 | 2× platyna  |
| Wielka Brytania   | Albums Top 100        | 1                 | 11× platyna |
| Włochy            | Top 100 Albums        | 5                 | –           |